# Star Mazda Championship 2005
Star Mazda Championship 2005 var ett race som kördes över tolv omgångar. Raphael Matos tog hand om titeln.

## Delsegrare
| Datum        | Bana         | Vinnare           |
| ------------ | ------------ | ----------------- |
| 18 mars      | Sebring      | Raphael Matos     |
| 16 april     | Road Atlanta | Raphael Matos     |
| 21 maj       | Mid-Ohio     | Raphael Matos     |
| 11 juni      | Montréal     | Raphael Matos     |
| 3 juli       | Pikes Peak   | Robbie Pecorari   |
| 16 juli      | Sears Point  | Pablo Donoso      |
| 17 juli      | Sears Point  | James Hinchcliffe |
| 30 juli      | Portland     | Graham Rahal      |
| 20 augusti   | Road America | James Hinchcliffe |
| 3 september  | Mosport Park | Robbie Pecorari   |
| 30 september | Road Atlanta | Robbie Pecorari   |
| 15 oktober   | Laguna Seca  | James Hinchcliffe |

## Slutställning
| Plats | Förare            | Poäng |
| ----- | ----------------- | ----- |
| 1     | Raphael Matos     | 453   |
| 2     | Robbie Pecorari   | 441   |
| 3     | James Hinchcliffe | 433   |
| 4     | Graham Rahal      | 370   |
| 5     | Marco Andretti    | 288   |
| 6     | Ryan Justice      | 283   |
| 7     | Adrian Carrio     | 281   |
| 8     | Ross Smith        | 278   |
| 9     | Pablo Donoso      | 275   |
| 10    | Mark Wilkins      | 272   |